# Mantispa guttula
Mantispa guttula là một loài côn trùng trong họ Mantispidae thuộc bộ Neuroptera. Loài này được Fairmaire in Thomson miêu tả năm 1858.